# NGC 2533
NGC 2533 ist ein offener Sternhaufen im Sternbild Achterdeck des Schiffs und hat eine Winkelausdehnung von 6,0' und eine scheinbare Helligkeit von 7,6 mag. Er wurde am 22. Januar 1835 von John Herschel entdeckt.